# 6016 Carnelli
6016 Carnelli è un asteroide della fascia principale. Scoperto nel 1991, presenta un'orbita caratterizzata da un semiasse maggiore pari a 2,3322912 UA e da un'eccentricità di 0,2152061, inclinata di 5,90140° rispetto all'eclittica.
L'asteroide è dedicato a Ian Carnelli, membro dell'Agenzia Spaziale Europea.